# I.N
Ян Джонъи́н (кор. 양정인, 梁精寅; род. 8 февраля 2001, Пусан), более известный как Ай Эн (кор. 아이엔, англ. I.N), — южнокорейский певец. Ведущий вокалист бой-бэнда Stray Kids, сформированного лейблом JYP Entertainment. Самый младший участник (маннэ) группы.
Вне своей групповой деятельности в 2019 году Ай Эн сыграл в роли камео в веб-сериале «Восемнадцать 2» и является глобальным представителем брендов Bottega Veneta и Damiani.

## Ранняя жизнь и образование
Ян Джонъин родился 8 февраля 2001 года в Пусане, Республика Корея. В феврале 2021 года окончил школу исполнительских искусств в Сеуле. В детстве у него появилась страсть к пению, во время исполнения трот-песни в церкви.

## Карьера

### 2017—настоящее время: Stray Kids

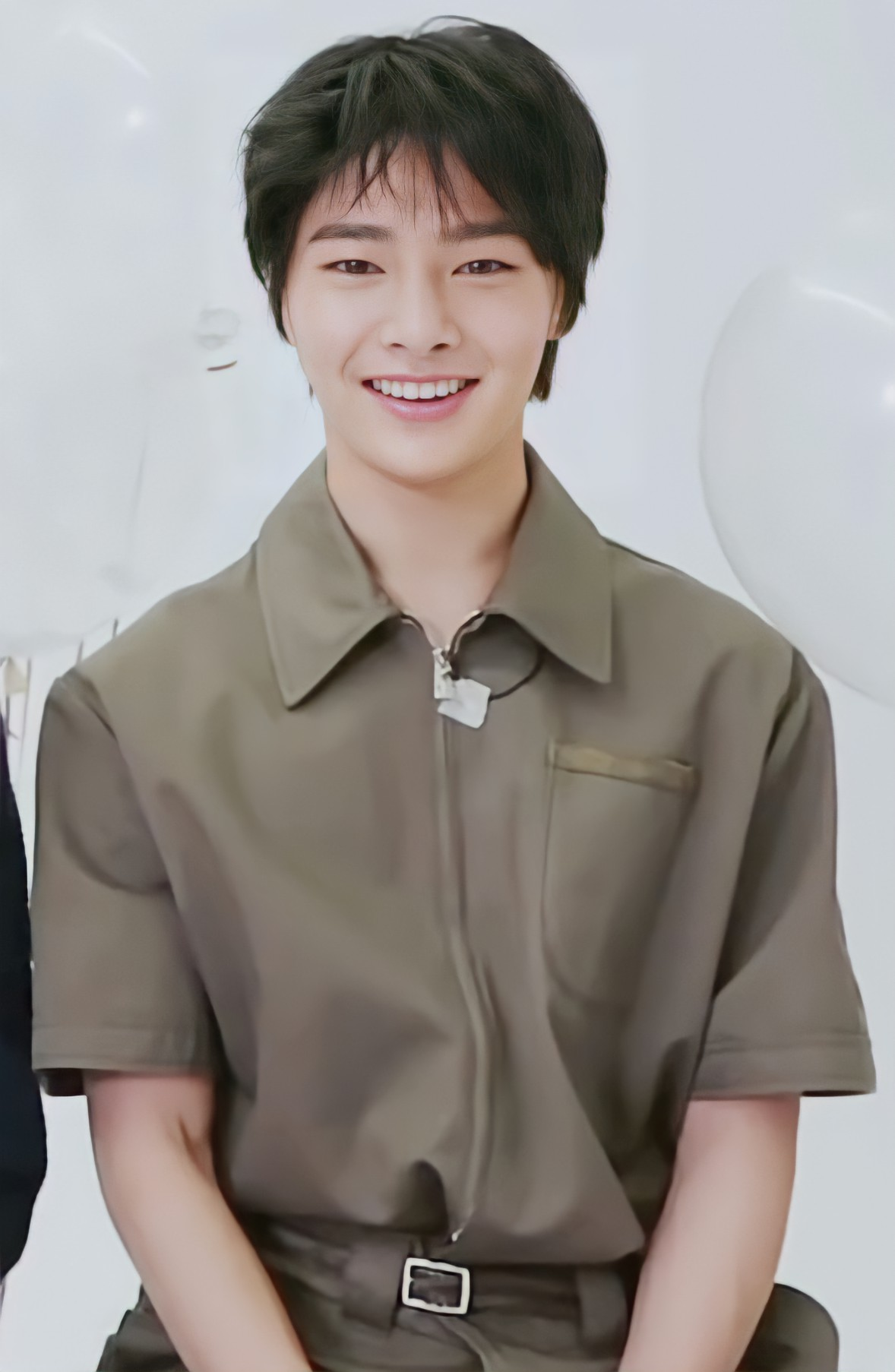
Ай Эн на шоу Pop Quiz от Marie Claire Korea, 17 января 2020

Ай Эн прошёл прослушивание в лейбле JYP Entertainment и в конце 2017 года участвовал в реалити-шоу «Stray Kids», посвящённое формированию одноимённого бой-бэнда. 25 марта 2018 года дебютировал с другими участниками группы, выпустив мини-альбом I Am Not, представленный в дебютном шоукейсе под названием «Stray Kids Unveil: Op. 01: I Am Not» в аренe Чанчхун в Сеуле.
В 2019 году Ай Эн начал актёрскую деятельность, сыграв роль в качестве камео в финальной серии веб-сериала «Восемнадцать 2» наряду с одногруппником Хёнджином. 21 сентября 2019 года выступил в роли ведущего на шоу «Show! Music Core». Кроме того, певец принимал участие в третьем эпизоде развлекательного шоу «Favorite Entertainment», транслированный 18 июля 2020 года, где исполнил песню в жанре трот. В сентябре 2020 года Ай Эн совместно с одногруппником Сынмином выпустил песню «My Universe», которая позже заняла 21-ю позицию в чарте Billboard World Digital Song Sales в период с 20 по 26 сентября.
15 января 2021 года Ай Эн выпустил свою дебютную сольную песню «Maknae on Top» в рамках групповой серии SKZ-Player, при участии своих одногруппников Пан Чхана и Чханбина. В октябре 2022 года вновь совместно с Сынмином выпустили песню «Can’t Stop», включённую в седьмой мини-альбом Maxident. Композиция заняла шестое место в рецензировании альбома в журнале Billboard, а также 31-ю позицию в чарте Circle Download Chart в период с 2 по 8 октября. В конце того же года Ай Эн представил свою сольную песню «Hug Me», входящую в групповой сборник SKZ-Replay. Кроме того, во время мирового тура «Maniac World Tour», он вместе с одногруппником Ли Ноу исполнил кавер на песню «Falling» британского исполнителя Гарри Стайлза.
В феврале 2024 года занял девятое место в рейтинге журнала Billboard «100 артистов жанра K-pop» 2024 года. В сентябре того же года во время мирового тура «Dominate World Tour» исполнил свою невыпущенную сольную песню «Hallucination». Позже песня была включена в групповой микстейп Hop, выпущенный 13 декабря. «Hallucination» занимал 30-ю позицию в Circle Download Chart в период с 22 по 28 декабря и 6-ю позицию в Billboard World Digital Song Sales в период 22 по 28 декабря.
8 апреля 2025 года было объявлено, что Ай Эн и его одногруппники Ли Ноу и Сынмин примут участие в написании песни в качестве одного из саундтреков для дорамы «Соседская мудрость». Позже было объявлено название песни, именуемой «Start!» и была выпущена 12 апреля.

## Влияние
Ай Эн черпает вдохновение у таких исполнителей, как Чарли Пут и Бруно Марс, причём последний является для него образцом для подражания.

## Другая деятельность

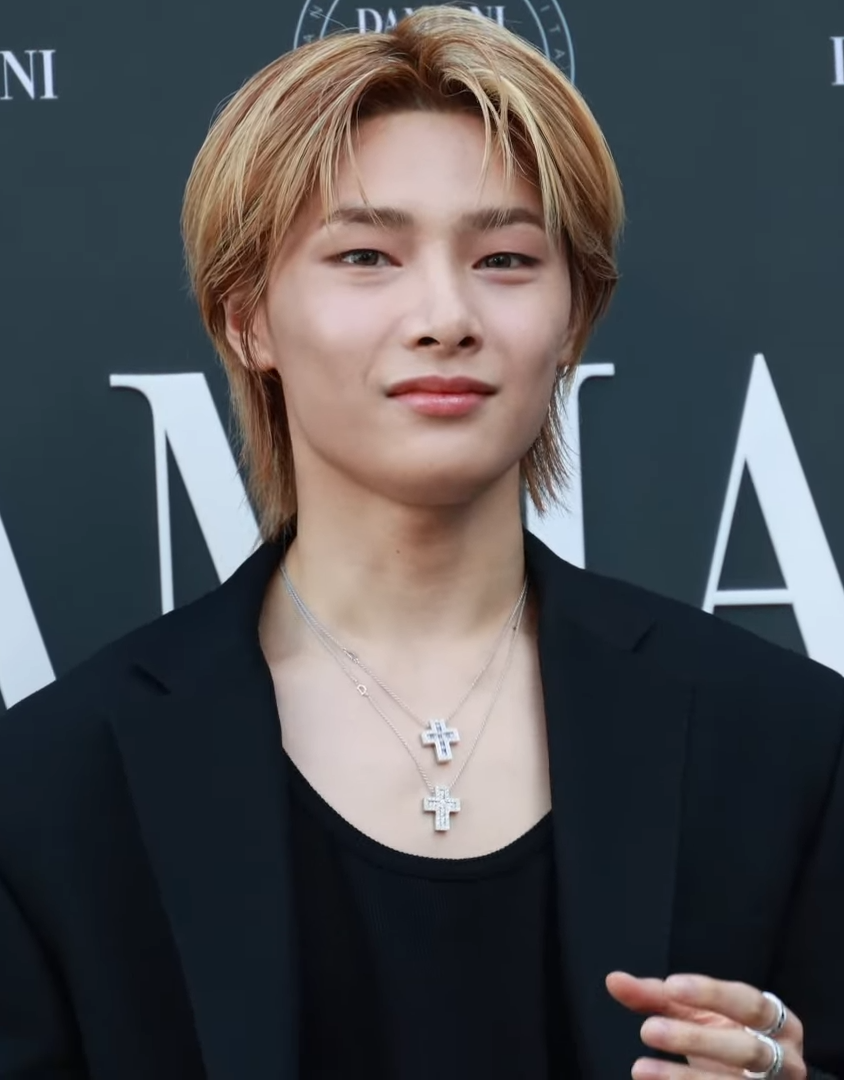
Ай Эн, май 2024

### Мода
Ай Эн дважды посетил показы Alexander McQueen во время Недель моды в Париже. В октябре 2023 года впервые появился на показе бренда «Весна-Лето 2024». 13 мая 2024 года был изображён на обложке шестого выпуска W Korea, облачённый в первую коллекцию Alexander McQueen.

#### Сотрудничество с Bottega Veneta
В сентябре 2024 года Ай Эн впервые появился на Неделе моды в Милане, посетив показ весенней коллекции 2025 года итальянского модного дома Bottega Veneta, где занял место в первом ряду рядом с рэпером ASAP Rocky и моделью Кендалл Дженнер. Кроме того, он также был представлен в различных редакционных материалах Bottega Veneta, включая обложку журнала Rolling Stone UK. 23 января 2025 года Bottega Veneta избрал Ай Эна новым глобальным представителем.

#### Сотрудничество с Damiani
8 мая 2025 года итальянский люксовый дом моды Damiani назначил Ай Эна своим новым глобальным представителем.

### Благотворительность
Ай Эн пожертвовал 100 миллионов вон в поддержку здорового развития детей из неблагополучных семей в Республике Корея, о чём было объявлено 7 июня 2024 года. Таким образом, он стал самым молодым членом «Зелёного Нобельского клуба» организации «Green Umbrella». В октябре Ай Эн принял участие в благотворительном мероприятии W Korea под названием «Love Your W», направленном на поддержку осведомленности о раке молочной железы.
10 февраля стало известно, Ай Эн пожертвовал 100 миллионов вон медицинскому центру Samsung, чтобы отплатить за любовь своих поклонников в свой 24-й день рождения 8 февраля 2025 года.

## Дискография

### Песни
| Название                                                                        | Год  | Высшие позиции в чартах | Высшие позиции в чартах | Высшие позиции в чартах | Высшие позиции в чартах | Альбом            |
| Название                                                                        | Год  | KOR DL                  | UK Sales                | NZ Hot                  | US World                | Альбом            |
| ------------------------------------------------------------------------------- | ---- | ----------------------- | ----------------------- | ----------------------- | ----------------------- | ----------------- |
| «You» (с Чханбином и Хёнджином)                                                 | 2018 | —                       | —                       | —                       | —                       | I Am You          |
| «My Universe» (с Сынмином)                                                      | 2020 | —                       | —                       | —                       | 21                      | In Life           |
| «Gone Away» (c Ханом и Сынмином)                                                | 2021 | 25                      | —                       | —                       | —                       | Noeasy            |
| «Waiting For Us» (кор. 피어난다) (c Пан Чханом, Ли Ноу и Сынмином)              | 2022 | 25                      | —                       | —                       | —                       | Oddinary          |
| «Can’t Stop» (кор. 나 너 좋아하나봐) (с Сынмином)                               | 2022 | 31                      | —                       | —                       | —                       | Maxident          |
| «Hug Me» (кор. 안아줄게요)                                                      | 2022 | —                       | —                       | —                       | —                       | SKZ-Replay        |
| «Maknae On Top» (кор. 막내온탑) (с участием Пан Чхана и Чханбина)               | 2022 | —                       | —                       | —                       | —                       | SKZ-Replay        |
| «Untitled» (кор. 미제) (с участием Хёнджина)                                    | 2024 | —                       | —                       | —                       | —                       | Неальбомный сингл |
| «Hallucination»                                                                 | 2024 | 30                      | —                       | —                       | 6                       | Hop               |
| «Burnin’ Tires» (с Чханбином)                                                   | 2025 | 160                     | 41                      | 36                      | 3                       | Mixtape: Dominate |
| «—» означает, что песня не попала в чарт или не была выпущена в данном регионе. |      |                         |                         |                         |                         |                   |

### Саундтреки
| Название                       | Год  | Высшая позиция | Альбом                       |
| Название                       | Год  | KOR            | Альбом                       |
| ------------------------------ | ---- | -------------- | ---------------------------- |
| «Start!» (с Ли Ноу и Сынмином) | 2025 | —              | Resident Playbook OST Part.1 |

## Видеография

### Музыкальные видеоклипы
| Название        | Год  | Исполнитель            | Альбом                       | Ссылка |
| --------------- | ---- | ---------------------- | ---------------------------- | ------ |
| «Hallucination» | 2024 | Он сам                 | Hop                          | [ 38 ] |
| «Start!»        | 2025 | Ли Ноу, Сынмин и Ай Эн | Resident Playbook OST Part.1 | [ 39 ] |

## Фильмография

### Телевизионные программы
| Год  | Название                | Источник |
| ---- | ----------------------- | -------- |
| 2017 | Stray Kids              | [ 5 ]    |
| 2020 | Favourite Entertainment | [ 40 ]   |
| 2023 | King of Mask Singer     | [ 41 ]   |

### Веб-сериалы
| Год  | Название       | Роль           | Источник |
| ---- | -------------- | -------------- | -------- |
| 2019 | Восемнадцать 2 | Друг Чха Ахёна | [ 7 ]    |

### Ведущий
| Год  | Название         | Источник |
| ---- | ---------------- | -------- |
| 2019 | Show! Music Core | [ 8 ]    |

### Комментарии
1. ↑  Встречается вариант написания Ян Чонин, но он не соответствует системе Концевича.

1. ↑  «Start!» не попал в Circle Digital Chart, но занял 58-ю позицию в Download Chart[36] и 87-ю в BGM Chart[37].